# Habeas Corpus (film, 1928)
Pour plus de détails, voir Fiche technique et Distribution.
Habeas Corpus  est une comédie du cinéma muet américain de James Parrott sortie en 1928.

## Synopsis
« Professor Padilla expected to startle the medical world with his new theory… »
Laurel et Hardy frappent à la porte du professeur Padilla. Ils sont aussitôt engagés, contre une forte somme, pour aller déterrer un corps au cimetière et le rapporter. Ils ignorent que le professeur n'a plus toute sa tête et, surveillé par la police, est interné sitôt qu'ils quittent la maison. Ils ignorent tout autant qu'ils sont pris en filature par le faux-valet vrai-inspecteur de police…

## Fiche technique
- Titre original : Habeas Corpus
- Titre français : Habeas Corpus
- Réalisation : James Parrott
- Scénario : Leo McCarey[2] (histoire) et H. M. Walker (intertitres)
- Photographie : Len Powers
- Montage : Richard C. Currier
- Producteur : Hal Roach
- Société de production : Hal Roach Studios
- Société de distribution : Metro-Goldwyn-Mayer
- Pays d’origine : États-Unis
- Langue : intertitres en anglais
- Format : Noir et blanc - 35 mm - 1,37:1  -  sonore
- Genre : comédie
- Longueur : deux bobines
- Date de sortie : 
  - États-Unis : 1er décembre 1928

## Distribution
- Stan Laurel : Stan
- Oliver Hardy : Ollie
- Richard Carle : le professeur Padilla
- Charley Rogers[3] : Ledoux, le valet inspecteur de police
- Charles A. Bachman (non crédité) : un détective
- Leo Sulky : détective au téléphone

## Autour du film
Habeas Corpus reste un film muet, sans dialogue enregistré, mais est la première comédie sonore de Laurel et Hardy. Le film est tourné sans prise de son, mais Hal Roach en retarde la sortie pour créer une copie avec musique synchronisée et effets sonores. Six des neuf dernières comédies muettes du duo bénéficient de cette sonorisation.